# フレア (兵器)

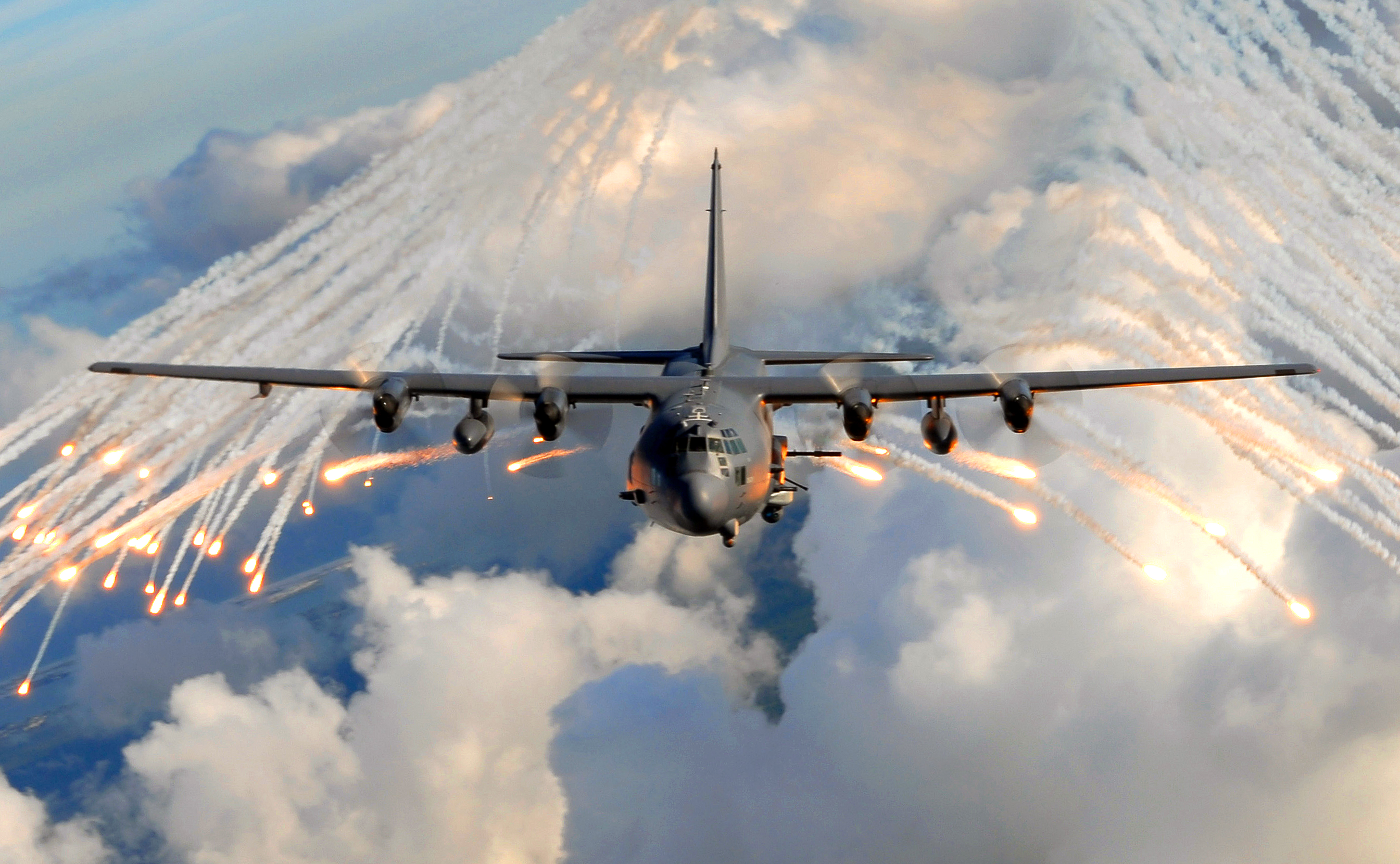
フレアを放出しながら飛行するAC-130 ガンシップ

フレアまたはデコイ・フレア（英語: flare, decoy flare）は、航空機などが赤外線誘導のミサイルから身を守るために用いる赤外線対抗装置である。
単に「フレア」という場合は発炎筒や照明弾を指すこともあるが、本項ではデコイ・フレアについて解説する。古典的なフレアはマグネシウムを燃焼させることで赤外線センサーを反応させることから火炎弾（かえんだん）とも呼ばれるが、焼夷弾など攻撃用の兵器ではなく、あくまで赤外線センサを欺瞞して身を守るための囮（デコイ）の熱源である。
日本では株式会社理経が製造を行っている。

## 戦術
デコイとしてのフレアは、下記の3つの役割で機能する。
セダクション（seduction）
古典的な赤外線ホーミング誘導装置は、視野内の全赤外線エネルギーの重心（centroid）を追尾する。このため、航空機の近くに高温のフレアが出現すると、フレアが高温であればあるほど（すなわち赤外線の放出が激しければ激しいほど）、エネルギー重心は航空機から離れて、フレアのほうにずれることになる。そしてフレアが航空機から離れて落下するに従って、その重心も航空機から引き離されていき、航空機が視野から外れた時点で、ミサイルはフレアだけにホーミングする。
ディストラクション（distraction）
ディストラクション戦術では、赤外線センサが目標の追尾を開始するまえにフレアを展開し、目標ではなくフレアを追尾するように配置される。セダクション戦術の場合と異なり、フレアの赤外線エネルギーは目標より大きい必要はないが、赤外線センサから有効な目標として認識される程度ではなければならない。これが成功すれば、赤外線センサは最初からフレアを追尾し、目標を実際に見ることはない。ただしこのためには、多数のフレアを展開する必要がある。
ダイリューション（dilution）
ダイリューション戦術は、同時多目標処理能力がある赤外線センサに対して用いられる。これは、目標の周囲に、これと似たようなIRシグネチュアを持つフレアを多数展開することで、赤外線センサに対し、多数の偽目標を処理することを強要するものである。セダクションやディストラクションと違い、本物の目標も赤外線センサの視野に入るため、こちらが追尾されてしまう可能性が残る。

## 設計
フレアの形式や投射母機の速度にもよるが、航空機がフレアを投射するときのフレアの空気力学的減速度は、300メートル毎秒毎秒にも達することがある。一方、特にセダクション戦術を想定すると、フレアは、攻撃側の赤外線センサの視野内にあるうちに十分な赤外線エネルギーを放射しなければならないが、フレアを投射するような位置関係では、赤外線センサの視野は通常200メートルにも満たない。これらから計算すると、フレアの放射エネルギーは、目標の放射エネルギーを0.5秒ちょっとで上回る必要がある。
赤外線センサの発達に対応して、下記のように様々なフレアが開発されている。ミサイル攻撃に効率よく対抗するため、投射の際には、通常、2〜3種類を組み合わせて用いられる。フレア展開の混合と順序は、予想される脅威に応じて選定される。

### 火工品型フレア
古典的なフレアは、マグネシウムにテトラフルオロエチレンを混ぜたペレットを1個またはそれ以上収容した火工品である。これは2,200Kの温度で、約3秒間燃焼する。このペレットは、フレア発射用と同じ装薬か、あるいはフレア発射装薬で添加される補助装薬によって点火される必要がある。
このようなマグネシウムテフロン（MT）フレアは現在でも使用されているが、航空機よりも高温であるため、セダクション戦術には有利である一方、温度の測定が可能な新しい赤外線センサには通用しない場合がある。このような二波長センサに対応するため、低・中波長赤外線において適切なエネルギー比率を生み出す火工品物質を採用した、スペクトル整合型フレアも開発されている。

### 自然発火性デコイ装置
火工品ではなく、自然発火性物質を使用した赤外線デコイも登場している。低温フレアとも称されるが、燃焼を起こすわけではないので、正確にはフレアではない。ペイロードとしては、当初は液体を使用していたが、安全管理面の理由から、自然発火性の金属薄片が主流となった。基本的には、高多孔質表面をもつ薄い金属箔ホイルが用いられており、空気に触れると急速に酸化反応を生じる。厚さ1〜2ミリインチのホイルの小片が発射されて拡散し、大きな断面積を形成することで、点目標ではなく面目標として認識されるようになっている。
燃焼はせず、鈍い赤色の輝きを放つだけなので、実用距離内では肉眼では見えないが、赤外線センサからは目標のように見える赤外線放射を生成する。デコイが正確な温度であれば黒体放射特性と一致するエネルギー対波長特性を呈することから黒体フレアと称されることもあるが、真の黒体の理想的な放射特性を有するわけではないので、より正確には灰色体（gray body）デコイと称される。

## 実装
航空機に搭載される場合、チャフなどとともに投射装置（ディスペンサー）に収容されることが多い。作業効率を上げるため複数個をセットにしたマガジン式が普及している。
アメリカ海軍では、全て同一寸法（直径36mm×長さ148mm）の丸型フレアを使用する。一方、陸・空軍では25×25mmまたは25×51mm径、長さ20.3cmのフレアを使用しており、空軍は更に51mm径の寸法も使用する。これらは北大西洋条約機構（NATO）の標準型である。

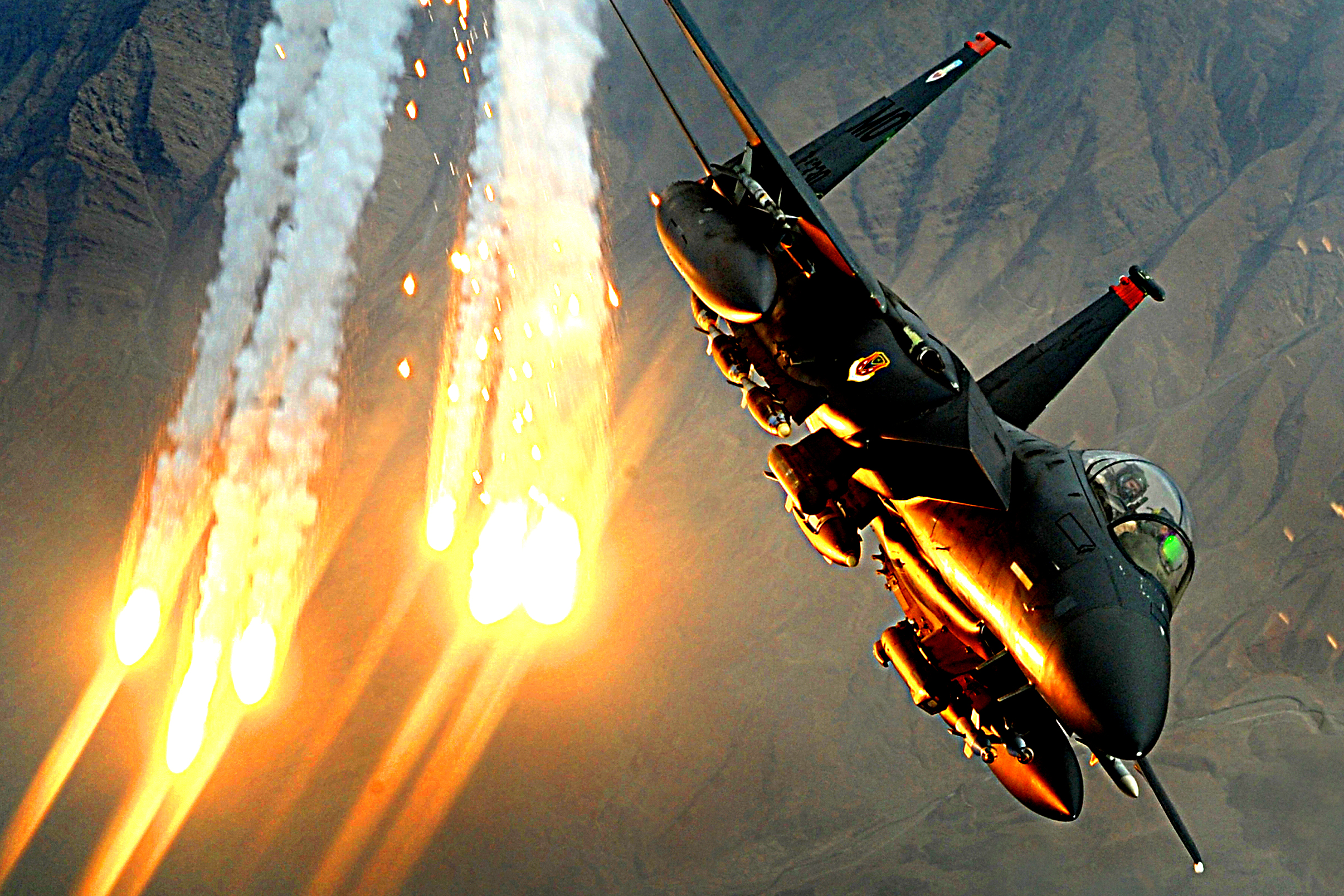
フレアを放出するF-15E
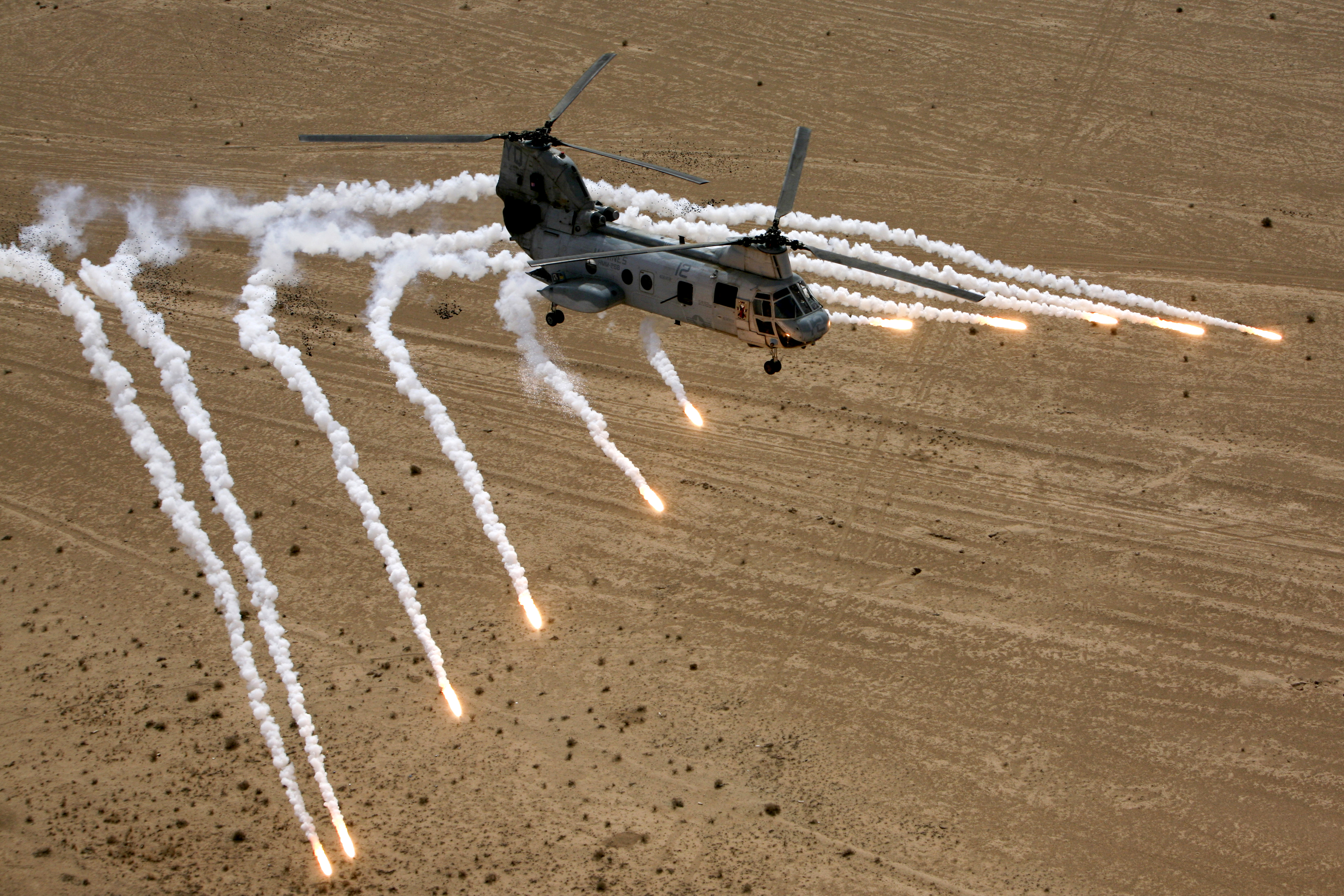
フレアを放出するCH-46
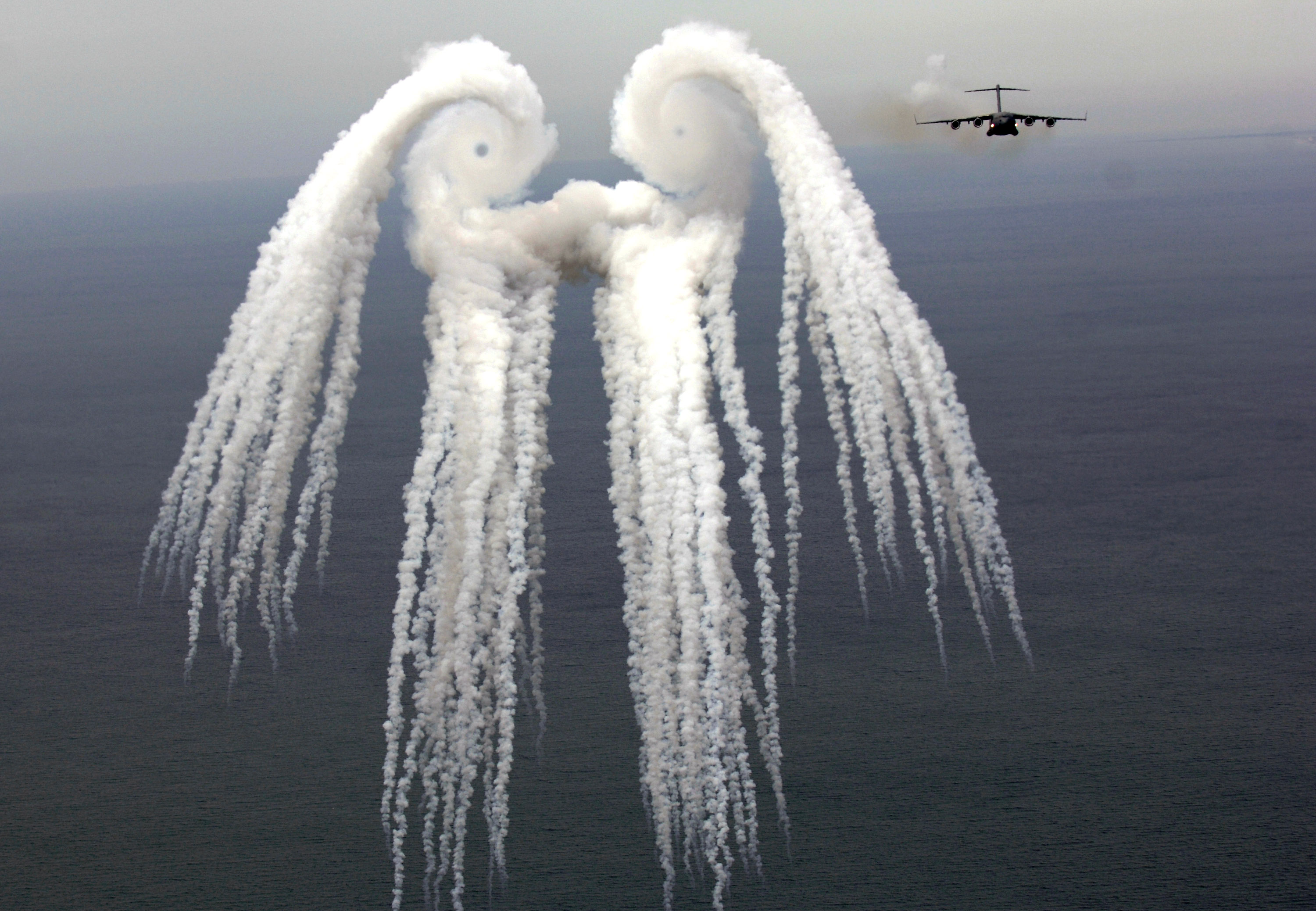
C-17のフレア放出によって発生した雲
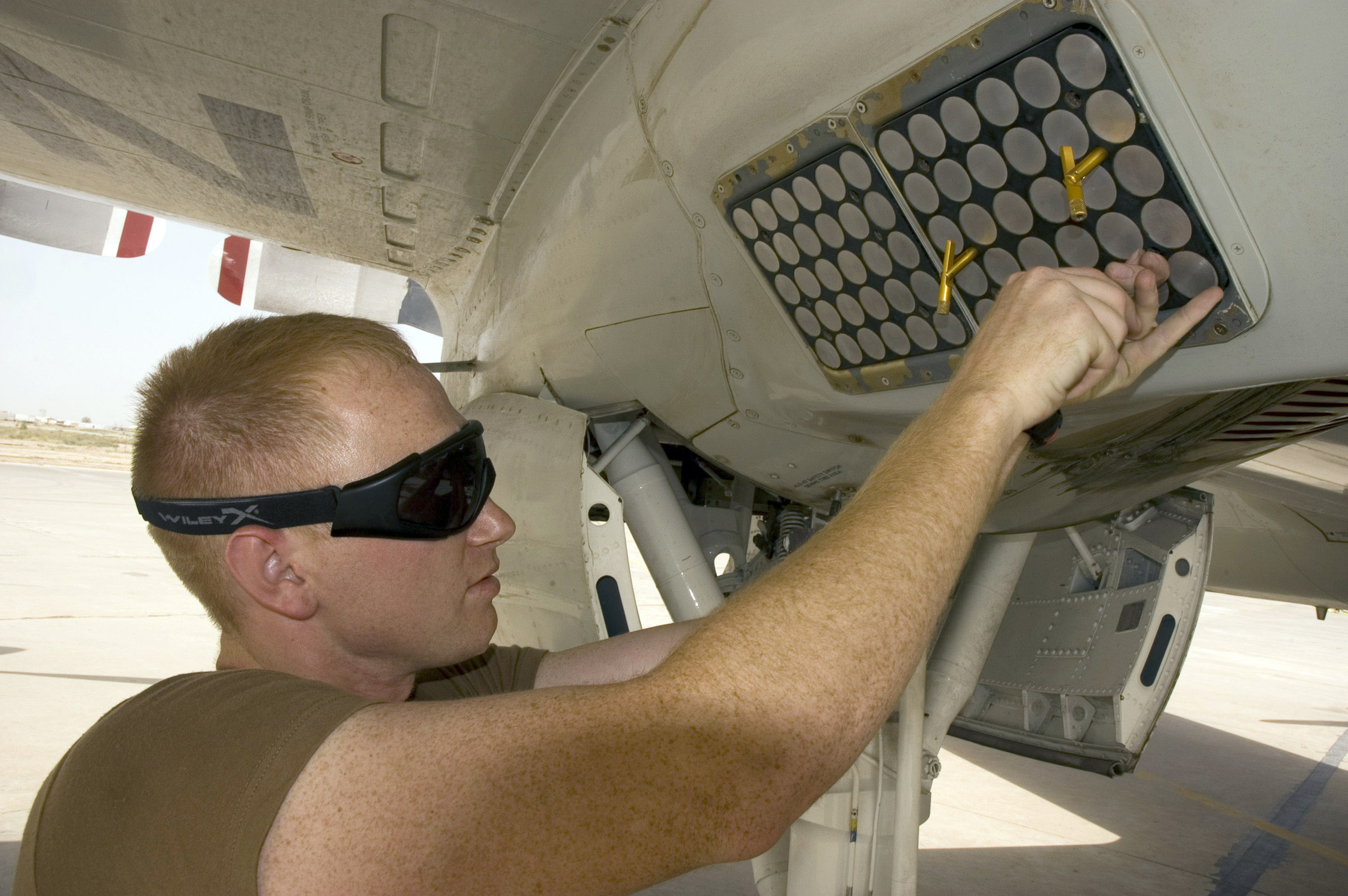
P-3Cの投射装置（AN/ALE-47）にマガジン式フレア（MJU-49-B）を取り付ける作業（アメリカ海軍機）

### 地上への危険性
フレアは数秒で燃え尽きるため地上への危険性は低い。
ただし、低空飛行時や、フレアが予定通りに燃えなかった場合、付近に他の航空機や鳥群がいる場合などは危険が予想されるため、平時の訓練では、場所を考えずむやみに使用されるべきではない。

### 警告での使用
領空侵犯などに対し、曳光弾による警告射撃の代わりとしても利用される。

### 曲技飛行での使用
軍の曲技飛行隊では演出としてフレアを使用することもある。特にロシア空軍のルースキエ・ヴィーチャズィは、大量のフレアを使用する演目で有名。

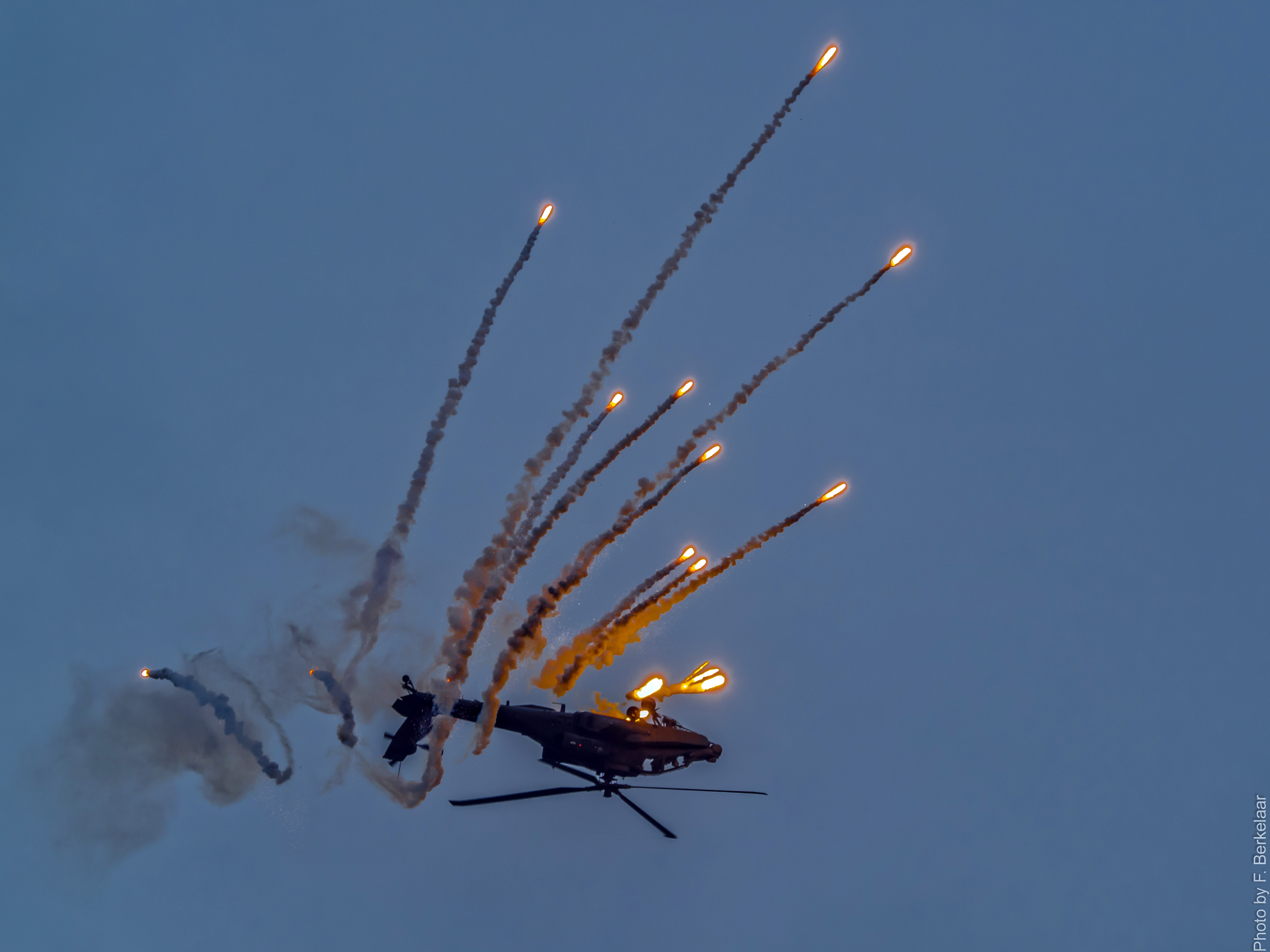
背面状態でフレアを放出するオランダ軍のAH-64D
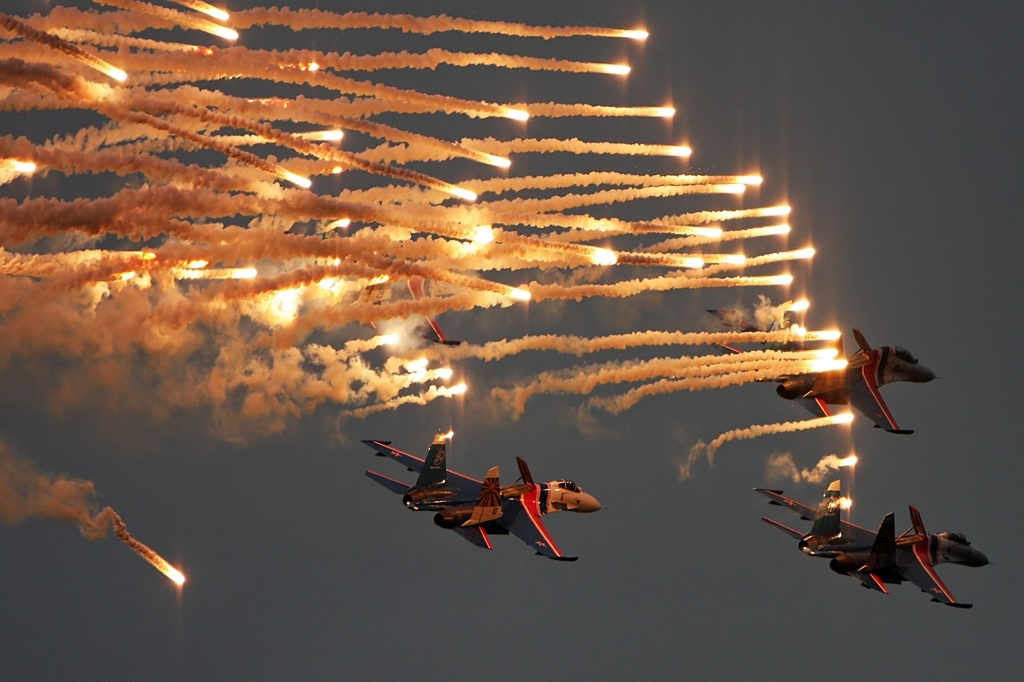
ルースキエ・ヴィーチャズィによる演目

## 日本における使用
2024年9月23日、日本の領空を侵犯したロシア軍の哨戒機に対して、航空自衛隊の戦闘機が警告のためにフレアを使用した。これは対領空侵犯措置として初めてのフレア使用であり、防衛省によれば、ロシア軍のIL-38哨戒機が北海道礼文島付近で3度にわたり領空を侵犯した。